# Luigi Bertelli
Luigi Bertelli (ur. 19 marca 1860 we Florencji, zm. 27 listopada 1920 tamże), pseudonim Vamba – włoski pisarz i dziennikarz, autor książek dla dzieci i młodzieży. Założyciel popularnego tygodnika adresowanego do młodych czytelników, Il Giornalino della Domenica, który ukazywał się od 24 czerwca 1906 roku staraniem florenckiego wydawnictwa Bemporad.
Rozgłos zyskał dzięki powieści Cesarz mrówek (Ciondolino 1893, tłum. pol. H. Grotowska, Lwów 1924), ale prawdziwą sławę przyniósł mu Pamiętnik szalonego Jasia (Il giornalino di Gian Burrasca 1911, tłum. pol. M. Mastrangelo, Kraków 2004).